# McImperium
McImperium (ang. The Founder) – amerykański film fabularny z 2016 roku w reżyserii Johna Lee Hancocka, wyprodukowany przez wytwórnię The Weinstein Company. Oparta na faktach historia Raya Kroca i sieci McDonald’s.

## Fabuła
Charyzmatyczny Raymond Kroc (Michael Keaton) marzy o odniesieniu sukcesu w biznesie i zarobieniu pierwszego miliona. Niestety, wszystkie jego pomysły okazują się nietrafione, a pieniądze zainwestowane w przedsięwzięcia nigdy mu się nie zwróciły. W końcu pechowiec musi pracować jako komiwojażer sprzedający miksery do koktajli mlecznych.
Pewnego dnia w 1954 roku otrzymuje zamówienie od nieznanej mu restauracji z San Bernardino w Kalifornii. Tam poznaje Richarda "Dicka" (Nick Offerman) i Maurice’a "Maca" (John Carroll Lynch) McDonaldów – autorów nowatorskiego sposobu serwowania jedzenia. Trafia ono do gości zaledwie trzydzieści sekund po złożeniu zamówienia. Ray jest zachwycony konceptem i namawia braci, aby razem stworzyli sieć lokali w całych Stanach Zjednoczonych.
Z czasem prowincjonalny lokal przekształca się w warte miliony gastronomiczne imperium. Niemający skrupułów Ray wykorzystuje naiwność swoich szczerych i trzymających się zasad wspólników. Za ich przyzwoleniem stopniowo poszerza zakres swojej władzy w firmie, aż przejmuje nad nią kontrolę. Opierając się na cudzym pomyśle, realizuje swoje marzenie o amerykańskim śnie.

## Obsada
- Michael Keaton jako Ray Kroc
- Nick Offerman jako Richard "Dick" McDonald
- John Carroll Lynch jako Maurice "Mac" McDonald
- Linda Cardellini jako Joan Smith
- B.J. Novak jako Harry J. Sonneborn
- Laura Dern jako Ethel Kroc
- Justin Randell Brooke jako Fred Turner
- Kate Kneeland jako June Martino
- Patrick Wilson jako Rollie Smith
- Wilbur Fitzgerald jako Jerry Cullen

## Odbiór

### Zysk
Film McImperium zarobił 12,8 miliona dolarów w Stanach Zjednoczonych i Kanadzie oraz 11,3 miliona dolarów w pozostałych państwach; łącznie 24,1 miliona dolarów.

### Krytyka
Film McImperium spotkał się z pozytywną reakcją krytyków. W serwisie Rotten Tomatoes 81% z dwustu trzydziestu siedmiu recenzji filmu jest pozytywne (średnia ocen wyniosła 6,95 na 10). Na portalu Metacritic średnia ocen z 47 recenzji wyniosła 66 punktów na 100.